# Geniascota trichoptycha
Geniascota trichoptycha är en fjärilsart som beskrevs av George Francis Hampson 1926. Geniascota trichoptycha ingår i släktet Geniascota och familjen nattflyn. Inga underarter finns listade i Catalogue of Life.